# Proceratosaure
El proceratosaure (Proceratosaurus, "Anterior al ceratosaure") és un gènere de dinosaure teròpode carnívor de mida mitjana que visqué al Juràssic mitjà d'Anglaterra. Originalment es pensava que era un ancestre del ceratosaure per la similitud de la cresta que presentaven sobre el nas, actualment se'l considera un celurosaure, un dels més antics coneguts. Proceratosaurus podria ser l'ancestre de formes posteriors com Ornitholestes i els tiranosàurids.